# Adrie van Kraaij
Adrianus "Adrie" Ambrosius Cornelis van Kraaij, född 1 augusti 1953 i Eindhoven, är en nederländsk före detta professionell fotbollsspelare (mittback).

## Karriär
van Kraaij värvades 1971 från moderklubben VV De Spechten till PSV Eindhoven där han spelade till 1982. Med PSV blev han nederländsk mästare tre gånger och vann Uefacupen 1977/1978. van Kraaij spelade 17 matcher för Nederländernas landslag, och var en del av det lag som 1978 spelade VM-final i Argentina. Efter att han lämnat PSV Eindhoven spelade han kort för klubbar i Belgien och Schweiz. van Kraaij var sportchef i PSV Eindhoven 2008 - 2010, numer är han internationell talangscout för samma klubb.

## Meriter
- Uefacupen 1977/1978, Guld
- Nederländsk mästare tre gånger
- 17 landskamper
  - EM 1976, Brons
  - VM 1978, Silver